# DMX
Эрл Си́ммонс (англ. Earl Simmons; 18 декабря 1970, Маунт-Вернон, Нью-Йорк — 9 апреля 2021, Уайт-Плейнс, Нью-Йорк), более известный под псевдонимом DMX (от Dark Man X) — американский рэпер и актёр. Пять его альбомов подряд дебютировали на первой строчке хит-парада Billboard 200, что является беспрецедентным феноменом. DMX также снялся в нескольких фильмах, самые известные из которых — «Ромео должен умереть», «Сквозные ранения» и «От колыбели до могилы». За всю карьеру DMX продал 74 миллиона копий альбомов по всему миру.

## Биография
Отец покинул семью, когда Эрл был маленьким, и он воспитывался в интернате в Йонкерсе (штат Нью-Йорк). Большую часть юности провёл в тюрьме. Начал свою карьеру в Йонкерсе, где был MC вместе со своими друзьями The Lox и DJ Clue. Свой псевдоним Симмонс взял от названия драм-машины Oberheim DMX, позже расшифровывал его как «Dark Man X».
Первый опубликованный трек DMX «Born Loser» прозвучал на радио в 1992 году. В 1997 году DMX подписывает контракт с лейблом Def Jam Recordings, а в 1998 году выходит его сингл «Get at Me Dog», ставший очень успешным. Его первый альбом It’s Dark and Hell Is Hot в мае 1998 года возглавляет чарт Billboard и расходится тиражом более 4 миллионов экземпляров. Вышедшие затем Flesh of My Flesh, Blood of My Blood и …And Then There Was X повторяют успех первого альбома. В 2001 году на экран выходит фильм «Сквозные ранения», где он сыграл одну из главных ролей; также там прозвучали несколько его песен.
В 2004 году рэпер выдал себя за агента ФБР и напал на Сергея Припорина, за что потом три месяца сидел в тюрьме. В апреле 2009 года суд обязал DMX выплатить компенсацию в размере 240 000 долларов семье Припориных.
В 2003 году DMX записывает пятый альбом Grand Champ и объявляет, что это, возможно, будет его последний альбом. Он берёт перерыв на три года, чтобы быть вместе со своей семьёй и из-за конфликта с лейблом Def Jam Recordings. Следующий его альбом Year of the Dog… Again выходит в 2006 году на лейбле Sony. В 2007 году Def Jam выпускает сборник The Definition of X.
В декабре 2007 DMX заключает контракт с независимым лейблом Bodog Music и работает над новым альбомом Walk With Me Now And You’ll Fly With Me Later.
10 декабря 2008 года DMX был арестован в доме известного продюсера Скотта Сторча в Майами за хранение наркотиков, подделку документов и жестокое обращение с животными. 4 мая 2009 года он был освобождён из тюрьмы штата Аризона, в которой он отбывал девяностодневный срок. Также по ходу отбывания заключения у рэпера неоднократно возникали проблемы со стражами порядка. Однажды он швырнул в офицера тюрьмы поднос с едой, что было расценено как нападение. Рэперу могли прибавить срок заключения до 8 лет.
18 ноября 2010 года рэпер был арестован за нарушение испытательного срока — он не отметился у офицера полиции. Суд решил перевести DMX’а в психиатрическую больницу. Рэпера посадили в тюрьму из-за неуплаты налогов, ему дали один год строгого режима. Также Эрл был гостем программы на BET Hip-Hop Awards 2011, выступая вместе с Swizz Beatz.
В январе 2019 года Эрл вышел на свободу после очередного года отсидки в тюрьме.
13 октября 2019 года в официальном «Твиттере» DMX появилось сообщение о том, что он отменил ряд запланированных выступлений и обратился за помощью в реабилитационный центр. Визит в подобное заведение стал не первым для рэпера, ранее он проходил курс лечения в 2017 году. Официальное заявление представителей DMX звучит следующим образом: «В связи с тем, что DMX дал обещание в первую очередь сохранять трезвость и заботиться о своей семье, он самостоятельно обратился в реабилитационный центр за помощью. Он приносит извинения за все отменённые выступления и благодарит фанатов за постоянную поддержку». В связи с вышеуказанным событием X отменил выступления на концерте-воссоединении группы Three 6 Mafia, а также на фестивале Rolling Loud New York.
9 апреля 2021 года, в день смерти DMX, на лейбле Cleopatra Records вышел последний сингл «X Moves», записанный при участии Иэна Пейса, Стива Хау и Бутси Коллинза. 28 мая 2021 года вышел первый посмертный альбом DMX Exodus.

### Смерть

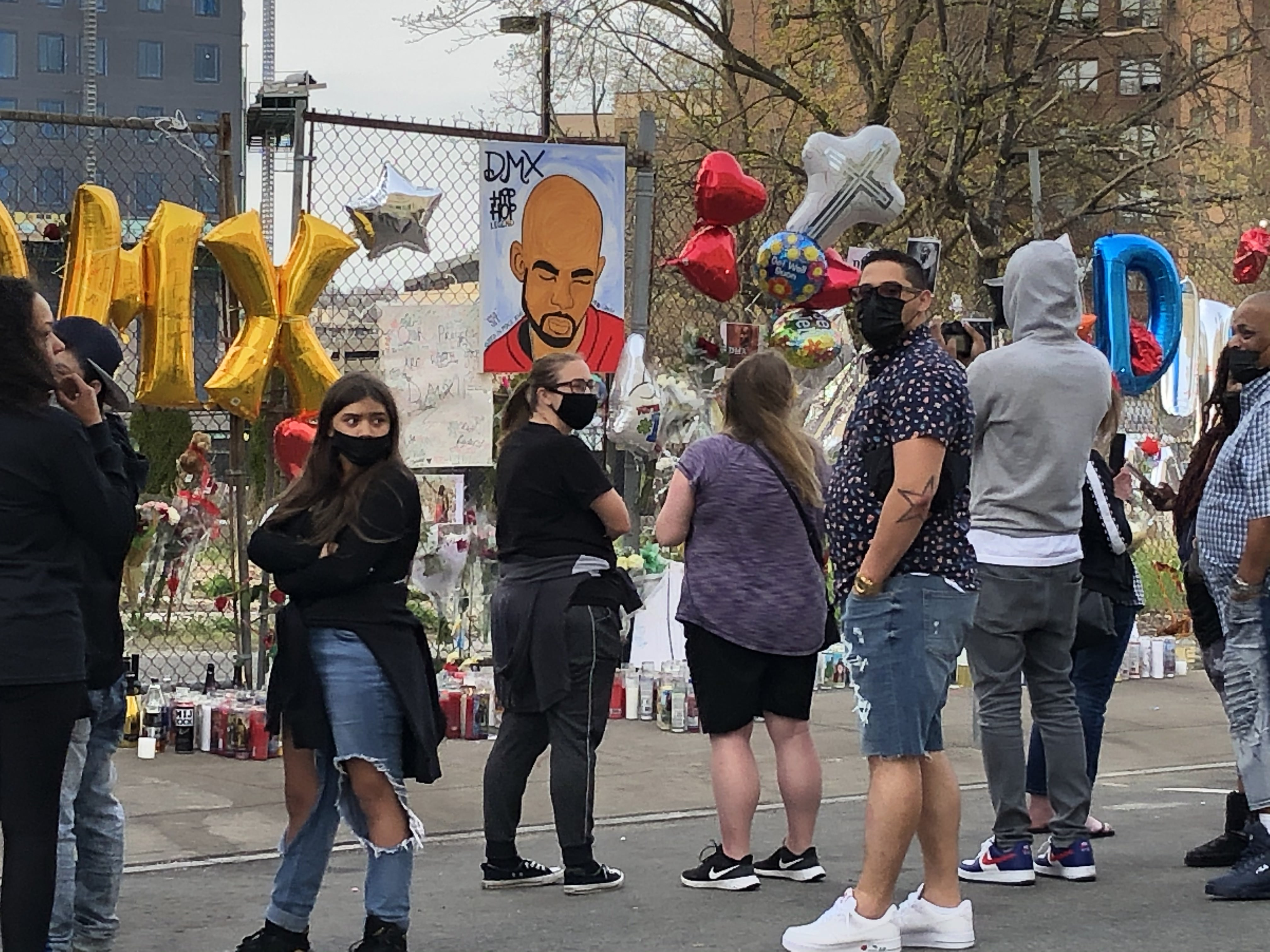
Поклонники собрались возле больницы, где умер DMX

3 апреля 2021 года DMX перенёс сердечный приступ, спровоцированный передозировкой наркотиков в своём доме в Нью-Йорке. Он был срочно доставлен в больницу в Уайт-Плейнс, где, по словам его друзей, Эрл находился в вегетативном состоянии, по данным других источников, у него сохранялась небольшая мозговая активность. 3 апреля адвокат рэпера Мюррей Ричман подтвердил, что DMX находится на системе жизнеобеспечения. Позже в тот же день Ричман заявил, что он отключён от неё и дышит самостоятельно, однако в этот же вечер адвокат сказал, что Эрл остаётся на системе и что ему «дали неверную информацию». В ту же ночь таблоидное журналистское издание TMZ, впервые сообщившее о госпитализации, заявило, что DMX испытывал кислородное голодание мозга в течение 30 минут, когда парамедики пытались реанимировать его. 4 апреля менеджер рэпера Накия Уокер сказала, что он находится в «вегетативном состоянии» с «лёгочной и мозговой недостаточностью». 7 апреля его менеджер Стив Рифкинд заявил, что DMX находится в коматозном состоянии, врачи проведут тесты, чтобы определить функциональность мозга, что позволит его семье «определить, что для него будет лучше всего».
Скончался 9 апреля 2021 года в возрасте 50 лет после остановки сердца. Незадолго до смерти у рэпера отказали лёгкие, почки и печень.

## Личная жизнь
DMX являлся христианином, по его словам, он читал Библию каждый день. Находясь в тюрьме, DMX заявил, что у него была цель находиться там: «Я пришёл сюда, чтобы встретиться с кем-то… Не знаю, кто это был, но я узнаю, когда увижу его. И я пришёл сюда, чтобы передать ему сообщение. Послание состоит в том, что Иисус любит его». На момент смерти DMX являлся переходным диаконом в Христианской церкви и стремился стать рукоположённым в сан пастора, заявив, что получил религиозный призыв в 2012 году.
DMX являлся отцом пятнадцати детей. Он женился на Ташере Симмонс в 1999 году, они были в отношениях в течение одиннадцати лет. В июле 2010 года, после своего первого из трёх тюремных заключений в том году, Ташера объявила об их разводе. DMX утверждал, что они остаются друзьями. Его пятнадцатый ребёнок, Эксодус Симмонс, родился от его подруги Дезире Линдстром 16 августа 2016 года.
У DMX было несколько внебрачных связей во время его брака с Ташерой, от некоторых из которых появлялись дети. Анализ ДНК подтвердил, что он является отцом по меньшей мере двух детей; первый родился у жительницы Мэриленда Моник Уэйн в 2004 году, второй — у другой женщины в конце 2008 года. DMX опровергал утверждение Уэйн, что он был отцом её сына. Она неоднократно подавала на него в суд за клевету и выплату алиментов. После того как в 2007 году анализ доказал, что DMX является отцом её ребёнка, ему было присуждено выплатить Уэйн 1,5 миллиона долларов. 30 июля 2013 года DMX подал на банкротство, сославшись на свои обязательства по выплате алиментов. Эта заявка была оспорена программой попечителей по надзору за банкротством Министерства юстиции и позже была отклонена Американским судом по делам о банкротстве в Манхэттене 11 ноября 2013 года.

### Проблемы с наркотиками
DMX открыто говорил о своём пристрастии к крэку, он начал принимать его, когда ему было 14 лет после того, как выкурил сигарету с марихуаной, смешанную с ним. Он также утверждал, что у него биполярное расстройство.
10 февраля 2016 года DMX был найден без сознания на парковке отеля Ramada Inn в Йонкерсе. Он был реанимирован и получил Наркан, прежде чем его срочно доставили в больницу. Свидетель сказал, что DMX проглотил какое-то вещество перед тем, как рухнул на землю, однако полиция не обнаружила никаких запрещённых веществ на территории отеля. Эрл заявил, что это был приступ астмы.

## Дискография
Студийные альбомы
- It’s Dark and Hell Is Hot (1998)
- Flesh of My Flesh, Blood of My Blood (1998)
- …And Then There Was X (1999)
- The Great Depression (2001)
- Grand Champ (2003)
- Year of the Dog… Again (2006)
- Undisputed (2012)
- Exodus (2021)

Мини-альбомы
- The Weigh In (2012)
- A Dog’s Prayers (2021)

## Фильмография
| Год  |   | Русское название             | Оригинальное название | Роль               |
| ---- | - | ---------------------------- | --------------------- | ------------------ |
| 1998 | ф | Живот                        | Belly                 | Томми Банди        |
| 2000 | ф | Задний план                  | Backstage             | В роли самого себя |
| 2000 | ф | Ромео должен умереть         | Romeo Must Die        | Силк               |
| 2001 | ф | Сквозные ранения             | Exit Wounds           | Лэтрелл Уолкер     |
| 2003 | ф | От колыбели до могилы        | Cradle 2 the Grave    | Энтони Фэйт        |
| 2004 | ф | Никогда не умирай в одиночку | Never Die Alone       | Король Дэвид       |
| 2007 | ф | Отец лжи                     | Father of Lies        | Пол                |
| 2008 | ф | Последний час                | Last Hour             | Черный Джек        |
| 2008 | ф | Закон не властен             | Death Toll            | Пёс                |
| 2019 | ф | Вне закона                   | Beyond the Law        | Рэй Манс           |
| 2020 | ф | Смертельная гонка            | In the Drift          | Дейви              |